# Lizzy Haslinghuis
Elisabeth (Lizzy) Nejkov Haslinghuis, geboren Haslinghuis, artiestennamen Lizzy en Lisa MacKeag (Den Haag, 1961), is een Nederlands zangeres en actrice. Ze werkte samen met Jack Jersey en Hans van Hemert, en ze had een pop- en musicalloopbaan.

## Biografie
Lizzy Haslinghuis bracht in 1977 onder haar pseudoniem Lisa Mackeag  haar eerste single uit onder de titel Hold me. 
Begin jaren tachtig werkte ze als Lisa MacKeag samen met Jack de Nijs, die verschillende platen voor haar schreef en produceerde. Onder zijn alias Jack Jersey brachten ze in 1980 als duo de single Send a little bit of love uit. Samen met de saxofonist Maurice de la Croix bracht het drietal in 1981 twee albums uit: Jack Jersey show en Herinneringen aan mijn moederland (Ingetan tanah air). Daarnaast nam het drietal in 1981 de special Jack Jersey in Sri Lanka op die eind januari 1982 op televisie verscheen en in 1986 werd herhaald.
In 1985 speelde ze in een Nederlandse bioscoopfilm  die in Nederland en België verscheen. Ze had de rol van een zangeres die een hit scoorde. Vervolgens werd Hans van Hemert haar nieuwe producer en trad ze opnieuw onder haar voornaam Lizzy op. In 1986 stond ze in de finale van de talentenjacht Star(t) 86 van de NCRV. Naar aanleiding van deze show mocht ze Nederland vertegenwoordigen op Fidof World Songcontest. Hier ze won de prijs voor "Most outstanding performance" voor een publiek van 50.000 mensen in een uitzending die live werd uitgezonden op televisie.
Begin jaren negentig trad ze op in musicals, waaronder in Jeans 2, Les Misérables, Cyrano de Bergerac en Evita en was ze achtergrondzangeres op platen van verschillende artiesten. Hierna vertrok ze met haar kinderen en man, percussionist Stojan Nejkov, naar Australië.

## Discografie

### Singles
als Lisa MacKeag
- 1979: Hold me, Bovema Negram
- 1980: Send a little bit of love, met Jack Jersey, Goena Goena Records
- 1980: Lonely blue boy, Goena Goena Records
- 1982: Wake me up, Dureco

als Lizzy
- 1983: Baby give me your love, Ariola

### Albums
- 1981: Jack Jersey show, samen met Jack Jersey en Maurice de la Croix
- 1981: Herinneringen aan mijn moederland (Ingetan tanah air), samen met Jack Jersey en Maurice de la Croix